# انحلالية
الانحلالية أو الذائبية  أو الذوبانية من خصائص المادة وهي معيار تحللها في مذيب وإلى أي درجة. فهي تصف خاصة من خواص المادة في مقدرتها على الامتزاج مع المذيب لتشكيل توزيع متجانس للذرات، أو الجزيئات، أو الشوارد (الأيونات). تصنف المواد على أنها ذوابة أو غير ذوابة في مذيب ما.
الانحلالية حسب تعريف الاتحاد الدولي للكيمياء هي التركيب التحليلي (الصيغة التحليلية) لمحلول مشبع، معبراً عنها كنسبة، وذلك لمادة معينة مراد إذابتها في مذيب معين. يمكن أن يعبر عن الذوبان بواحدات التركيز المختلفة.

## العلاقة بين الذوبانية ودرجة الحرارة

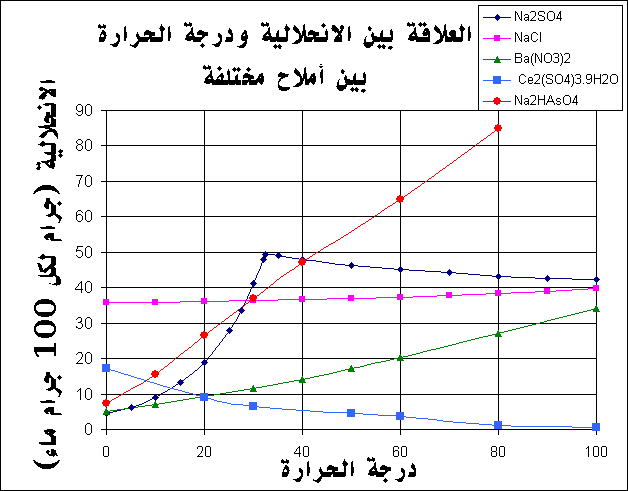
العلاقة بين الانحلالية ودرجة الحرارة

يعتمد ذوبان مادة قابلة للذوبان في مادة مذيبة على درجة الحرارة. فعندما ينحل الجسم الصلب في سائل يحدث تغير في الحالة الفيزيائية له بشكل مماثل لحدوث عملية الانصهار حيث تحدث عملية تحطم للروابط الكيميائية أو تحدث حالة تفكك له.
عملية التفكك (تكسير الروابط) هذه تحتاج إلى طاقة حرارية من أجل فصل أجزاء الجزيئات المترابطة عن بعضها البعض. لهذا تزداد قابلية ذوبان الملح في الماء بارتفاع درجة الحرارة (إمداد الجزيئات بحرارة (طاقة) من الخارج لحثها على تكسير الروابط). وبالعكس فإعادة تشكيل الروابط بصفة عامة يكون مقترنا باصدار حرارة.
يمكن تقسيم العلاقة بين الانحلالية ودرجة الحرارة إلى حالتين:
- 1- انخفاض الانحلالية مع ازياد درجة الحرارة:

تحدث عندما تكون الحرارة الناتجة عن عملية الانحلال أكبر من الحرارة اللازمة (الطاقة) لتفكيك المادة الصلبة (إبعاد الجسيمات عن بعضها البعض) حيث تكون المحصلة الطاقية الإجمالية ناشرة للحرارة. تؤدي زيادة درجة الحرارة (تسخين المحلول) إلى تقليل تفاعل الانحلال، حيث تنتج حرارة من العملية. (زيادة الطاقة الحرارية سيزيح التوازن إلى اليمين في المخطط العام، انحلالية أقل).
مخطط عام: مادة منحلة + ماء ⇌ محلول + طاقة
هذه الحالة هي الأقل شيوعاً، مثال عليها كبريتات الصوديوم وكبريتات الليثيوم.
- 2- ازدياد الانحلالية مع ازدياد درجة الحرارة:

تحدث عندما تكون الحرارة الناتجة عن عملية الانحلال أقل من الحرارة اللازمة لتفكيك المادة الصلبة حيث تكون المحصلة الطاقية الإجمالية ماصة للحرارة. تؤدي زيادة درجة الحرارة (تسخين المحلول) إلى تنشيط تفاعل الانحلال. (زيادة الطاقة الحرارية سيزيح التوازن إلى اليسار في المخطط العام، انحلالية أكبر).
مخطط عام: مادة منحلة + ماء + طاقة ⇌ محلول
هذه الحالة هي الأكثر شيوعاً، مثال عليها كلوريد الصوديوم وأغلب باقي الأملاح.
والمحلول غير المشبع هو المحلول الذي يستطيع استيعاب كميات إضافية من المذاب، عند درجه حرارة معينة، وهو محلول له علاقة بين حالة المحلول النهائي وبين حالة المحلول الابتدائية للمذيب.

## ذوبان الأملاح الأيونية في الماء
تذوب الأملاح الايونية (المكونة من أيونات مثل كلوريد الصوديوم) لتحللها في الماء وتكوين أيونات الصوديوم الموجبة الشحنة وأيونات الكلور السالبة الشحنة. ولنفترض مادة أخرى ولتكن كلوريد الفضة: تنجذب أيونات الفضة الموجبة الشحنة Ag+) إلى الطرف السالب (ضعيفا) للأكسجين في جزيئ الماء H2O. وبالمثل تنجذب الأيون السالب (Cl−) للمادة المذابة إلى الهيدروجين الذي يحمل شحنة موجبة (ضعيفة) في جزيئ الماء
H2O.
(ملحوظة يعتبر الأكسجين مشحونا (جزئيا) بشحنة سالبة بسبب خاصية سالبية كهربية التي تجعله سالبا الشحنة بالقياس بذرة الهيدروجين التي تعتبر في منظومة جزيئ الماء موجبة الشحنة.)
<AgCl(s)  Ag+(aq) + Cl−<aq)
ولكن يوجد حد لمدي ذوبان كلوريد الفضة في كمية معينة من الماء. وتعطى هذه الكمية «بجداء الذوبان» ويرمز له بالرمز Ksp.
ويعتمد هذا الحد على نوع الملح (مثل كلوريد الفضة أو كلوريد الصوديوم)، كما يعتمد على درجة الحرارة ومفعول الأيونات.
ويمكن حساب كمية كلوريد الفضة التي تذاب في 1 لتر من الماء، كالآتي:
يعرف جداء الذوبان بالمعادلة:
<Ksp = [Ag+] × [Cl]−</sup
ونحصل من جداول «جداء الذوبان» على القيمة Ksp : 
 Ksp = 1.8 × 10−10 
ويكون عدد أيونات الفضة مساويا لعدد أيونات الكلور في المحلول بمعنى آخر يكون تركيز أيونات الفضة في المحلول مساويا لتركيز أيونات الكلور:
[Ag+] = [Cl− ]
ينطبق ذلك في حالة عدم وجود أيونات فضة أخرى أو أيونات كلور أخرى (أي عدم وجود أي ملح آخر في المحلول).
فنحصل على:
Ag+]2 = 1.8 × 10−10]
Ag+] = 1.34 × 10−5]
والمعادلة الأخيرة تعطينا تركيز أيونات الفضة في المحلول.
وتقول النتيجة: يذوب في 1 لتر من الماء كمية من ملح كلوريد الفضة AgCl قدرها 1.34 × 10−5 مول عند درجة حرارة الغرفة. هذا معناه أن ذوبان كلوريد الفضة في الماء ضغيف جدا بالمقارنة بذوبان ملح الطعام (كلوريد الصوديوم NaCl) الذي يتميز بجداء ذوبان عالي.

## اقرأ أيضًا
- مذيب
- إيه دي إم إي